# Antonio María Brusi y Mataró

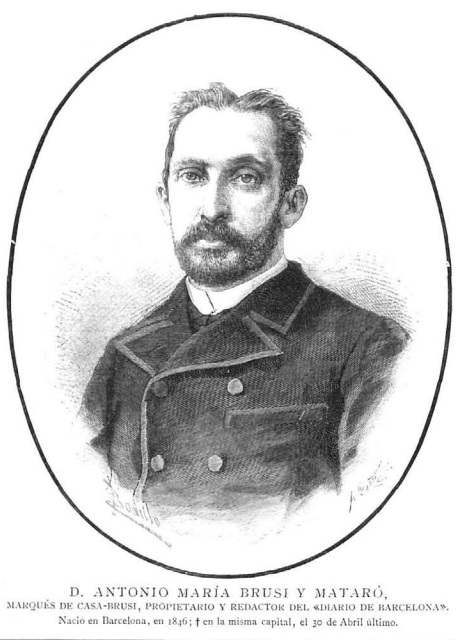
Grabado publicado en 1887 en La Ilustración Española y Americana.

Antonio María Brusi y Mataró —en fuentes en catalán Antoni Maria Brusi i Mataró— (Barcelona, 5 de octubre de 1846 – San Gervasio de Cassolas, 30 de abril de 1887) fue un redactor español, segundo marqués de Casa Brusi y propietario del periódico Diario de Barcelona, hijo de Antonio Brusi y Ferrer y nieto de Antonio Brusi y Mirabent.
Tomó parte activa en la redacción del Diario de Barcelona, desde muy joven y principalmente después de la muerte de su padre, procurando con todos sus especiales conocimientos conservar en el periodismo las tradiciones por aquel establecidas.